# Schenkia sebaeoides
Schenkia sebaeoides е вид растение от семейство Тинтявови (Gentianaceae). Видът е критично застрашен от изчезване.

## Разпространение
Растението се среща в САЩ.